# Le Jeu de l'ange
Le Jeu de l’ange (titre original : El juego del ángel) est un roman espagnol de Carlos Ruiz Zafón paru en 2008 et publié en français en 2009 chez Robert Laffont dans une traduction de François Maspero.

## Résumé
Barcelone 1917. David Martin, jeune écrivain qui ne se satisfait plus de sa situation, hanté par la femme qu'il aime désespérément, accepte d'écrire un livre pour lequel les Hommes seraient prêts à vivre et à mourir, à tuer et d'être tués. Mais peu à peu, autour de lui, un étrange mécanisme de destruction se met en place. En acceptant cette proposition, David n'aurait-il pas voué son âme au diable ? 
Pour reprendre sa liberté et récupérer la femme qu'il aime il devra s'armer de courage et nous faire découvrir une facette de « l'ombre du vent » à travers le Cimetière des livres oubliés et la famille Sempere.

## Personnages
- David Martín est le fils d'un vétéran de la révolution philippine qui travaille comme agent de sécurité pour le journal La Voz de la Industria. Saisissant l'opportunité que lui donne le sous-directeur du journal de publier des nouvelles, il obtient assez vite le succès sous le pseudonyme de Ignatius B. Samson pour une série de romans intitulée La Ville des maudits.
- Pedro Vidal est l'auteur vedette du journal La Voz de la Industria dont il est par ailleurs le fils du principal actionnaire. Il prend David Martín sous son aile.
- Cristina Sagnier est la fille du chauffeur de Pedro Vidal. Elle va devenir la pomme de discorde entre les Pedro Vidal et David Martín.
- Andreas Corelli est l'inquiétant propriétaire des Éditions de la Lumière à Paris. Apparaissant de temps en temps dans la vie de David Martín, il fait à ce dernier une proposition alléchante d'écrire un livre indédit.
- Monsieur Sempere est le propriétaire de la vieille librairie Sempere & Fils, rue Santa Ana à Barcelonne, lieu de prédilection de David Martín. C'est un grand vieil homme, avec un seul fils pour progéniture. I ressent une profonde affection pour David Martín.
- Isabella Gispert est la fille des propriétaires d'un entrepôt situé près de la maison de David Martín. Intelligente et timide, doté d'une vocation littéraire, elle est admiratrice du travail de David Martín et aspire à devenir un écrivain reconnu.
- Diego Marlasca est un associé fondateur du cabinet d'avocats Valera, Marlasca et Sentís. Il a abandonné sa profession d’avocat et sa femme pour devenir écrivain après la perte de son fils. Il a écrit le livre Lux æterna à la demande d'Andreas Corelli.
- Alicia Marlasca est la femme de Diego Marlasca.
- Irene Sabino est une actrice de théâtre, amante de Diego Marlasca.
- Víctor Grandes est un inspecteur de police de Barcelone.
- Marcos et Castelo sont des policiers au service de Víctor Grandes,
- Ricardo Salvador est un ancien policier.
- Sebastián Valera est un avocat, fils de Soponcio Valera, associé de Diego Marlasca.
- Damián Roures est un organisateur de séances de spiritisme dans une salle de la rue Elisabets.
- Jaco Corbera est l'agent artistique d'Irene Sabino.

## Liens avec d'autres œuvres de Carlos Ruiz Zafón
- David Martín apparaît dans les nouvelles Blanca et l'Adieu et Rose de feu du recueil La Ville de vapeur.
- Andreas Corelli apparaît dans la nouvelle Le Prince du Parnasse du recueil La Ville de vapeur.
- Le libraire, Mr Sempere, apparaît dans le 1er tome du Cimetières des livres oubliés, "L'ombre du vent".

## Éditions
Édition originale en espagnol
- (es) Carlos Ruiz Zafón, El juego del ángel, Barcelone, Planeta, coll. « Autores españoles e iberoamericanos », 17 avril 2008, 667 p. (ISBN 978-84-08-08118-0, BNF 41233893)

Éditions imprimées en français
- Carlos Ruiz Zafón (trad. de l'espagnol par François Maspero), Le Jeu de l'ange : roman [« El juego del ángel »], Paris, Robert Laffont, 20 août 2009, 536 p. (ISBN 978-2-221-11169-7, BNF 42050937)
- Carlos Ruiz Zafón (trad. de l'espagnol par François Maspero), Le Jeu de l'ange [« El juego del ángel »], Paris, Éditions Pocket, coll. « Pocket » (no 14065), 4 novembre 2010, 666 p. (ISBN 978-2-266-19423-5, BNF 42319966)
- Carlos Ruiz Zafón (trad. François Maspero), Le Jeu de l'ange [« El juego del ángel »], Arles, Actes Sud, coll. « Babel » (no 1692), 4 novembre 2020, 592 p. (ISBN 978-2-330-12837-1)

Livre audio en français
- Carlos Ruiz Zafón (trad. François Maspero), Le Jeu de l'ange [« El juego del ángel »], Paris, Audiolib, 7 octobre 2009 (ISBN 978-2-35641-198-3, BNF 42059959, présentation en ligne)Narrateur : Frédéric Meaux ; support : 2 disques compacts audio MP3 ; durée : 15 h 20 min environ ; référence éditeur : Audiolib 25 0234 2.